# Langues arikém
Les langues arikém constituent un des groupes de la famille des langues tupi. Elles sont parlées dans l'État du Rondônia, au Brésil.

## Liste des langues arikém
Les langues arikém sont selon la classification de Rodrigues (2007) au nombre de deux:
- arikém (en) ou ariquém
- karitiana